# Phthiracarus ochthus
Phthiracarus ochthus är en kvalsterart som beskrevs av Wojciech Niedbała 200. Phthiracarus ochthus ingår i släktet Phthiracarus och familjen Phthiracaridae. Inga underarter finns listade i Catalogue of Life.